# Central Cee
奧克利·凱撒-蘇（英語：Oakley Caesar-Su；1998年6月4日—），艺名Central Cee（中文譯名：中央C、中央西），英國饒舌歌手。在2020年因发行单曲Day in the Life和Loading而声名鹊起。他的第一张混音帶Wild West于2021年3月12日发行，并在英國專輯排行榜上排名第二。他的第二张混音帶23于2022年2月25日发行，再次并登顶英国专辑排行榜。在2025在台灣地區聲勢大噪。

## 生平
奧克利·尼爾·凱撒-蘇於1998年6月4日出生於倫敦拉德伯克街，母親是英國人，父親則是蓋亞那華人，凱撒是母親的姓，而蘇是他父親的姓。他的母親在15歲時認識了他的父親，而當奧克利 7 歲時他的父母開始分居，他開始與母親和兩個年幼的兄弟在謝珀斯伯里一起生活。
奧克利在小時候接觸了美國嘻哈音樂、雷鬼和舞廳音樂。這對追求音樂作為職業產生了興趣。

### 職涯早期
最初奧克利受到Chip、Bow Wow和Fugative的啟發，在 2015 年出道時採用了饒舌歌手名稱「Central Cee」（最初列為 Central C）。2015年1月，他發行第一首歌曲，為與J Hus等人合作的《Ain't On Nuttin Remix》。同年2月，他發行了《StreetHeat Freestyle》。
2016 年 2 月，Central Cee 與 Dave 等人一同出現在AJ Tracey歌曲《Spirit Bomb》中。8月發行了單曲《Pull Up》。 [35] Central Cee 在 2017 年發行了首個專輯，包括 EP《17》等。
他的「Next Up?」freestyle 在2019年10月發行，其後接連發行了多首單曲。

### Wild West、23
Central Cee 在2019年遇見未來經紀人YBeeez，鼓勵他更進一步追求音樂。在轉換風格後，Central Cee 在2020年6月14日發行單曲〈Day in the Life〉。他接著在7月發行〈Molly〉，並在2020年10月22日發行的單曲〈Loading〉中取得進一步成功。這三首歌曲的音樂錄影帶由 GRM Daily 發行。〈Loading〉和隔年2月發布的〈Commitment Issues〉都進入了英國單曲排行榜前 20 名。Central Cee 在 2021 年 3 月自行發行首張混音帶「Wild West」，在英國專輯排行榜上空降亞軍，並在英國 R&B 專輯排行榜上奪得冠軍。
2021年9月，單曲《Obsessed with You》登上英國單曲排行榜第四名，並成為他第二張混音帶《23》的主打歌曲，於11月發布。混音帶的第二和第三首單曲《Retail Therapy》和《Cold Shoulder》分別於2022年1月6日和27日發行。《23》順利成為他首張登上英國專輯排行榜冠軍的專輯。
Central Cee 在2022年接續發布了單曲《Doja》、《Let Go》和EP《No More Leaks》，並成為首位在單一年度內Spotify串流超過十億次的英國饒舌歌手。

### Split Decision
2023年6月1日，Central Cee與Dave發行了聯名單曲〈Sprinter〉。6月4日發行合作EP《Split Decision》。作為該EP的主打單曲，〈Sprinter〉成為Central Cee首支冠軍單曲，並打破了英國史上饒舌歌曲最大流媒體播放量的紀錄。
幾天後，Central Cee與哥倫比亞唱片簽約。2023年10月20日，Central Cee與澳洲饒舌歌手The Kid LAROI、韓國BTS柾國合作發行了歌曲《Too Much》。12月 發行了單曲《Entrapaneur》。

### Can't Rush Greatness
2024年，他發行了單曲《I Will》、《Gen Z Luv》，並與其他歌手合作發表多首單曲。
2025年1月，發行專輯《Can't Rush Greatness》，成為他在英國專輯排行榜的第二次冠軍，銷量超過42,000張。它也登上Billboard 200第九名，成為首張登上前十名的英國嘻哈專輯。

## 巡迴演唱會
- Still Loading World Tour (2022)
- Can't Rush Greatness World Tour (2025)